# De'Quon Lake
De'Quon Lake (nacido el 22 de marzo de 1997 en Charlotte Amalie) es un jugador de baloncesto estadounidense con nacionalidad de las Islas Vírgenes de los Estados Unidos que actualmente forma parte de la plantilla del Czarni Słupsk de la Polska Liga Koszykówki. Su posición es de pívot.

## Trayectoria
Nacido en Charlotte Amalie, es un pívot formado en Menchville High School de Newport News, Virginia hasta 2015, fecha en la que ingresó en el Iowa Western Community College, situado en Council Bluffs, en el estado de Iowa, donde jugaría durante dos temporadas, desde 2015 a 2017.
En 2017, cambia de universidad e ingresa en la Universidad Estatal de Arizona, situada en Tempe, Arizona, donde jugaría dos temporadas la NCAA con los Arizona State Sun Devils, desde 2017 a 2019.
Tras no ser drafteado en 2019, se unió al Falco KC Szombathely de la A Division húngara, en el que jugaría durante dos temporadas.
En la temporada 2021-22, firma por el Oklahoma City Blue de la NBA G League, con el que jugaría 8 partidos.
Tras ser cortado en por los Oklahoma City Blue, en febrero de 2022 firma por el BC Tsmoki-Minsk de la Premier League de Bielorrusia, en el que jugaría dos partidos.
El 9 de abril de 2022, se compromete con los Caciques de Humacao de la Baloncesto Superior Nacional puertorriqueña.
El 29 de julio de 2022, firma con el Czarni Słupsk de la Polska Liga Koszykówki.